# Societat Amics de la Muntanya
La Societat Amics de la Muntanya és un centre excursionista creat a Tremp el 1964. Va ser el primer centre excursionista creat a Catalunya a la Federació Catalana de Muntanyisme, que llavors presidia Francesc Martínez Massó. Les converses per la creació s'havien iniciat el setembre de 1963, encapçalades per Jordi Mir i Parache i Lionel Bochaca Servent que convocaven una reunió a l'entitat Casal Catòlic i Cultural de Tremp per la creació de la secció de muntanya, reunió en la qual també hi seria present el Sr. Martínez Massó. El gener de 1964 el Casal Cultural proposava a Miquel Estrada Masobé com a president de la secció de muntanya i el 19 de gener de 1964 es signava l'acta de creació de l'entitat.